# Goya (nave da carico)
La Goya è stata una nave da carico norvegese utilizzata come trasporto truppe dalla Germania nazionalsocialista e affondata con una massiccia perdita di vite umane verso la fine della seconda guerra mondiale.
Completata nel 1940 per la compagnia di Johan Ludwig Mowinckel Rederi, la nave prese il nome dal pittore e incisore spagnolo Francisco de Goya. In seguito all'invasione tedesca della Norvegia quell'anno, fu sequestrata dalla Kriegsmarine e messa in servizio come nave trasporto truppe.
Verso la fine della guerra, la Goya prese parte all'Operazione Annibale, finalizzata all'evacuazione via mare di truppe e profughi civili dalla Curlandia, dalla Prussia Orientale e dal Corridoio polacco a partire da metà gennaio fino al maggio del 1945, durante l'avanzata dell'Armata Rossa sovietica nella Prussia e nella Pomerania orientale. Carica di migliaia di profughi, la nave fu affondata il 16 aprile 1945 dal sottomarino sovietico L-3. La maggior parte dell'equipaggio e dei passeggeri morirono nell'affondamento.
L'affondamento della Goya fu una delle più grandi perdite di vite umane in un singolo incidente durante la guerra, e una delle più grandi perdite di questo tipo nella storia, con solo 183 sopravvissuti su circa 6.700 passeggeri ed equipaggio.

## Storia

### Servizio
La Goya fu originariamente costruita come nave da carico dal cantiere navale Akers Mekaniske Verksted di Oslo (Norvegia) nel 1940. La nave era lunga 146 m e larga 17,4 m, aveva una capacità di 5.230 tsl e una velocità massima di 18 nodi. Dopo l'occupazione tedesca della Norvegia, la nave fu sequestrata dalla Germania e nel 1942 riadattata come nave da trasporto ausiliaria per gli U-Boot tedeschi. Nel 1943, la Goya fu trasformata in una nave deposito (tender), fornendo supporto a navi più piccole, ma l'anno successivo fu trasferita a Memel, dove fu utilizzata come nave bersaglio per l'addestramento dello sgancio di siluri da parte della 24. Unterseebootsflottille.
Nel 1945, durante l'Operazione Annibale, la Goya fu utilizzata come nave di evacuazione, spostando le persone a ovest dal Baltico orientale e meridionale. Il suo ufficiale in comando era il capitano Plünnecke. La Goya era contrassegnata come nave ospedale e trasportava oltre 1.000 letti ospedalieri per soldati feriti gravemente e immobilizzati.

### L'affondamento
Il 16 aprile 1945, la Goya stava navigando da Gotenhafen, attorno alla penisola di Hel e attraverso il Mar Baltico a Kiel, nella Germania occidentale. La scorta comprendeva la Goya, due navi più piccole (Kronenfels e il rimorchiatore a vapore Aegir) e due dragamine, M-256 e M-328. La Goya era solo una delle oltre 1.000 navi incaricate di partecipare alle evacuazioni dell'Operazione Annibale organizzate dal comandante in capo della Kriegsmarine Karl Dönitz. La nave, destinata ad ospitare 850 membri dell'equipaggio, era affollata da oltre 7 000 sfollati, militari e soldati feriti.
Quattro ore dopo aver lasciato il porto di Gotenhafen, e mentre era vicino alla punta meridionale della penisola di Hel, la scorta fu attaccata dai bombardieri sovietici. Durante i raid aerei, una bomba sganciata dai bombardieri colpì la Goya, ma causò danni minimi. Dopo aver doppiato la penisola di Hel e aver lasciato la baia di Danzica, diverse miglia a nord di capo Rixhöft (capo Rozewie), la scorta fu avvistata dal sottomarino posamine sovietico L-3, che trasportava anche siluri. Sebbene la Goya fosse più veloce dei sottomarini, la scorta fu rallentata da problemi al motore sul Kronenfels, che richiesero anche una sosta di 20 minuti per le riparazioni. Esattamente quattro minuti prima di mezzanotte (ora locale), il capitano dell'L-3 Vladimir Konovalov diede l'ordine di lanciare una serie di quattro siluri. Due di loro colpirono la Goya: uno al centro della nave e uno a poppa, mandando nel cielo un immenso pennacchio di fuoco e fumo. L'impatto dei siluri fu così forte che gli alberi della nave crollarono sui profughi che dormivano sul ponte superiore. In pochi istanti, la nave si spezzò in due e il fuoco ne consumò la parte superiore. Poco dopo mezzanotte e meno di quattro minuti dopo l'impatto del siluro, la Goya affondò, facendo annegare migliaia di persone nei loro letti.

#### Vittime
La Goya, una nave mercantile non dotata delle caratteristiche di sicurezza di una nave passeggeri, affondò ad una profondità di circa 76 metri. Data la velocità dell'affondamento, la maggior parte dei passeggeri naufragò con lei o morì di ipotermia nelle fredde acque del Baltico.
Il numero esatto delle vittime è difficile da stimare. Gli autori citano il numero totale di passeggeri come "oltre 6 000", 6 700, o 7 200, anche se il numero esatto potrebbe non essere mai noto; il personale militare e i civili evacuati in fuga dalle enclave tedesche nella Prussia orientale e nella Polonia occupata salirono a bordo delle navi in circostanze caotiche e spesso occuparono tutto lo spazio disponibile a bordo. In ogni caso, il bilancio delle vittime superò le 6.000 unità e molto probabilmente raggiunse le 7.000, rendendo l'affondamento uno dei peggiori disastri marittimi della storia, superato solo dall'affondamento della Wilhelm Gustloff nel gennaio 1945.
Anche il numero esatto dei sopravvissuti è oggetto di controversia; la maggior parte delle stime colloca il bilancio in circa 182 persone salvate (176 soldati e 6 civili), di cui nove morirono poco dopo. Tuttavia vengono citate anche altre cifre, in particolare 172 e 183.

## Relitto
La posizione del relitto era nota da tempo ai pescatori polacchi, però non fu identificata, ma indicata come "relitto n. 88" sulle mappe della Marynarka Wojenna. Il 26 agosto 2002, il relitto è stato scoperto dai subacquei tecnici polacchi Grzegorz Dominik, Michał Porada e Marek Jagodziński, che hanno anche recuperato la bussola della nave.
Esattamente 58 anni dopo l'affondamento della Goya, il relitto è stato localizzato il 16 aprile 2003 da una spedizione internazionale sotto la direzione di Ulrich Restemeyer, con l'aiuto della scansione del sonar 3D. Le registrazioni della posizione delle navi al seguito della Goya si sono rivelate errate, probabilmente effettuate durante una fuga precipitosa. Durante la riscoperta, un'altra nave, più piccola, è stata vista in superficie sopra il relitto e inizialmente si pensava trasportasse pescatori. Ma quando la nave di Restemeyer, la Fritz Reuter, si avvicinò, l'altra nave, che apparentemente trasportava dei sommozzatori, se ne andò.
Il relitto si trova a una profondità di 76 metri sotto la superficie del Mar Baltico ed è in condizioni straordinariamente buone, sebbene coperto da reti. Il relitto è disseminato di resti umani. I sopravvissuti hanno deposto corone di fiori in superficie per mostrare le loro condoglianze per le 6.000 persone che hanno perso la vita qui.
Poco dopo la scoperta, il relitto è stato ufficialmente dichiarato cimitero di guerra dall'Ufficio marittimo polacco a Gdynia. Nel 2006, la decisione è stata pubblicata su una gazzetta ufficiale del governo del Voivodato della Pomerania, rendendo illegale l'immersione entro 500 metri dal relitto.